# Ondrej Duda
Ondrej Duda (sinh ngày 5 tháng 12 năm 1994) là một tiền vệ bóng đá người Slovakia hiện đang chơi cho câu lạc bộ Hellas Verona và đội tuyển bóng đá quốc gia Slovakia. Biệt danh của anh là Dudinho và Ondrej di Maria..

## Sự nghiệp câu lạc bộ
Duda bắt đầu sự nghiệp bóng đá của mình tại câu lạc bộ quê nhà MFK Snina. Sau đó anh chuyển đến MFK Kosice, nơi anh đã được thăng hạng qua các cấp bậc đội trẻ, đá lần đầu ở đội mình cho câu lạc bộ ở tuổi 17 như là một thay thế muộn trong chiến thắng 1-0 nhà đối với ŠK Slovan Bratislava..
Vào mùa đông năm 2013-2014, Duda đã quyết định không gia hạn hợp đồng với Košice, sẽ hết hạn vào mùa hè năm sau. Vào tháng 2 năm 2014, Duda sau đó gia nhập Legia Warsaw vào một hợp đồng 4,5 năm.
Ngày 30 tháng 7 năm 2015, Duda đã bị trúng một hòn đá ở UEFA Europa League vòng loại Legia của xa tại FK Kukesi tại Albania, bị chấn ra và trận đấu bị bỏ rơi. Trận đấu có tỷ số 3-0 với chiến thắng của Legia và đối thủ của họ đã bị phạt 49.160 bảng Anh và buộc phải chơi tiếp theo trận đấu nhà châu Âu của họ đằng sau cánh cửa đóng kín.

## Thống kê sự nghiệp

### Câu lạc bộ
Tính đến ngày 20 thàng 5 năm 2024
| Câu lạc bộ           | Mùa giải            | Giải quốc nội        | Giải quốc nội | Giải quốc nội | Cúp quốc gia | Cúp quốc gia | Châu Âu | Châu Âu | Khác | Khác | Tổng cộng | Tổng cộng |
| Câu lạc bộ           | Mùa giải            | Hạng đấu             | Trận          | Bàn           | Trận         | Bàn          | Trận    | Bàn     | Trận | Bàn  | Trận      | Bàn       |
| -------------------- | ------------------- | -------------------- | ------------- | ------------- | ------------ | ------------ | ------- | ------- | ---- | ---- | --------- | --------- |
| Košice               | 2012–13             | Super Liga           | 13            | 0             | 0            | 0            | —       | —       | —    | —    | 13        | 0         |
| Košice               | 2013–14             | Super Liga           | 19            | 5             | 0            | 0            | —       | —       | —    | —    | 19        | 5         |
| Košice               | Tổng cộng           | Tổng cộng            | 32            | 5             | 0            | 0            | —       | —       | —    | —    | 32        | 5         |
| Legia Warsaw         | 2013–14             | Ekstraklasa          | 12            | 3             | 0            | 0            | 0       | 0       | 0    | 0    | 12        | 3         |
| Legia Warsaw         | 2014–15             | Ekstraklasa          | 27            | 5             | 5            | 0            | 12      | 3       | —    | —    | 44        | 8         |
| Legia Warsaw         | 2015–16             | Ekstraklasa          | 27            | 2             | 4            | 1            | 11      | 2       | 1    | 0    | 43        | 5         |
| Legia Warsaw         | 2016–17             | Ekstraklasa          | 1             | 0             | 0            | 0            | 1       | 0       | 0    | 0    | 2         | 0         |
| Legia Warsaw         | Tổng cộng           | Tổng cộng            | 67            | 10            | 9            | 1            | 24      | 5       | 1    | 0    | 101       | 16        |
| Hertha Berlin        | 2016–17             | Bundesliga           | 3             | 0             | 0            | 0            | 0       | 0       | —    | —    | 3         | 0         |
| Hertha Berlin        | 2017–18             | Bundesliga           | 17            | 1             | 2            | 0            | 4       | 0       | —    | —    | 23        | 1         |
| Hertha Berlin        | 2018–19             | Bundesliga           | 32            | 11            | 3            | 0            | —       | —       | —    | —    | 35        | 11        |
| Hertha Berlin        | 2019–20             | Bundesliga           | 7             | 0             | 2            | 1            | —       | —       | —    | —    | 9         | 1         |
| Hertha Berlin        | 2020–21             | Bundesliga           | 0             | 0             | 1            | 0            | —       | —       | —    | —    | 1         | 0         |
| Hertha Berlin        | Tổng cộng           | Tổng cộng            | 59            | 12            | 8            | 1            | 4       | 0       | —    | —    | 71        | 13        |
| Hertha BSC II        | 2017–18             | Regionalliga Nordost | 1             | 0             | —            | —            | —       | —       | —    | —    | 1         | 0         |
| Norwich City (mượn)  | 2019–20             | Premier League       | 10            | 0             | 2            | 0            | —       | —       | —    | —    | 12        | 0         |
| 1. FC Köln           | 2020–21             | Bundesliga           | 32            | 7             | 2            | 0            | —       | —       | 2    | 0    | 36        | 7         |
| 1. FC Köln           | 2021–22             | Bundesliga           | 31            | 2             | 3            | 0            | —       | —       | —    | —    | 34        | 2         |
| 1. FC Köln           | 2022–23             | Bundesliga           | 13            | 0             | 0            | 0            | 5       | 2       | —    | —    | 18        | 2         |
| 1. FC Köln           | Tổng cộng           | Tổng cộng            | 76            | 9             | 5            | 0            | 5       | 2       | 2    | 0    | 88        | 11        |
| Hellas Verona (mượn) | 2022–23             | Serie A              | 15            | 0             | —            | —            | —       | —       | 0    | 0    | 15        | 0         |
| Hellas Verona        | 2023–24             | Serie A              | 32            | 1             | 1            | 0            | —       | —       | —    | —    | 33        | 1         |
| Hellas Verona        | Tổng cộng           | Tổng cộng            | 47            | 1             | 1            | 0            | —       | —       | 0    | 0    | 48        | 1         |
| Tổng cộng sự nghiệp  | Tổng cộng sự nghiệp | Tổng cộng sự nghiệp  | 294           | 37            | 30           | 3            | 33      | 7       | 3    | 0    | 360       | 47        |

1. ↑  Ra sân tại Siêu cúp Ba Lan

### Bàn thắng quốc tế
Bàn thắng của Slovakia được để trước.
| #  | Ngày                 | Địa điểm                                           | Đối thủ       | Bàn thắng | Kết quả | Giải đấu                  |
| -- | -------------------- | -------------------------------------------------- | ------------- | --------- | ------- | ------------------------- |
| 1. | 31 tháng 3 năm 2015  | Sân vận động Dubňom, Žilina, Slovakia              | Séc           | 1–0       | 1–0     | Giao hữu                  |
| 2. | 11 tháng 6 năm 2016  | Sân vận động Bordeaux mới, Bordeaux, Pháp          | Wales         | 1–1       | 1–2     | Euro 2016                 |
| 3. | 8 tháng 10 năm 2017  | Sân vận động Antona Malatinského, Trnava, Slovakia | Malta         | 3–0       | 3–0     | Vòng loại World Cup 2018  |
| 4. | 25 tháng 3 năm 2018  | Sân vận động Rajamangala, Băng Cốc, Thái Lan       | Thái Lan      | 1–0       | 3–2     | Cúp Nhà vua Thái Lan 2018 |
| 5. | 21 tháng 3 năm 2019  | Sân vận động Antona Malatinského, Trnava, Slovakia | Hungary       | 1–0       | 2–0     | Vòng loại Euro 2020       |
| 6. | 11 tháng 11 năm 2021 | Sân vận động Antona Malatinského, Trnava, Slovakia | Slovenia      | 1–1       | 2–2     | Vòng loại World Cup 2022  |
| 7  | 14 tháng 11 năm 2021 | Sân vận động Quốc gia, Ta' Qali, Malta             | Malta         | 2–0       | 6–0     | Vòng loại World Cup 2022  |
| 8  | 14 tháng 11 năm 2021 | Sân vận động Quốc gia, Ta' Qali, Malta             | Malta         | 4–0       | 6–0     | Vòng loại World Cup 2022  |
| 9  | 14 tháng 11 năm 2021 | Sân vận động Quốc gia, Ta' Qali, Malta             | Malta         | 6–0       | 6–0     | Vòng loại World Cup 2022  |
| 10 | 29 tháng 3 năm 2022  | Sân vận động Condomina, Murcia, Tây Ban Nha        | Phần Lan      | 1–0       | 2–0     | Giao hữu                  |
| 11 | 11 tháng 9 năm 2023  | Tehelné pole, Bratislava, Slovakia                 | Liechtenstein | 2–0       | 3–0     | Vòng loại UEFA Euro 2024  |
| 12 | 16 tháng 11 năm 2023 | Tehelné pole, Bratislava, Slovakia                 | Iceland       | 3–0       | 4–2     | Vòng loại UEFA Euro 2024  |
| 13 | 26 tháng 3 năm 2024  | Sân vận động Ullevaal, Oslo, Na Uy                 | Na Uy         | 1–1       | 1–1     | Giao hữu                  |
| 14 | 26 tháng 6 năm 2024  | Waldstadion, Frankfurt, Đức                        | România       | 1–0       | 1–1     | UEFA Euro 2024            |